# Lijst van nationale parken in Costa Rica
Hieronder volgt een lijst van nationale parken in Costa Rica:
| Nationaal park                           | Stichtingsjaar | Oppervlakte (km²) | Foto |
| ---------------------------------------- | -------------- | ----------------- | ---- |
| Nationaal park Volcán Arenal             | 1991           | 121,24            |      |
| Nationaal park Barbilla                  | 1982           | 119               |      |
| Nationaal park Barra Honda               | 1974           | 23                |      |
| Nationaal park Braulio Carrillo          | 1978           | 475,8             |      |
| Nationaal park Cahuita                   | 1982           | 17                |      |
| Nationaal park Carara                    | 1978           | 52                |      |
| Nationaal park Chirripó                  | 1975           | 50,84             |      |
| Nationaal park Isla del Coco             | 1978           |                   |      |
| Nationaal park Corcovado                 | 1975           | 424               |      |
| Nationaal park Diriá                     | 1991           | 28                |      |
| Nationaal park Guanacaste                | 1991           | 340               |      |
| Nationaal park Volcán Irazú              | 1955           | 20                |      |
| Nationaal park Juan Castro Blanco        | 1992           | 145               |      |
| Nationaal park La Amistad                | 1988           | 401               |      |
| Nationaal park La Cangreja               | 1987           | 19                |      |
| Nationaal park Las Baulas                | 1991           | 174               |      |
| Nationaal park Los Quetzales             | 2005           | 50                |      |
| Nationaal park Manuel Antonio            | 1972           | 19,83             |      |
| Nationaal park Maquenque (in oprichting) |                |                   |      |
| Nationaal park Palo Verde                | 1978           | 184               |      |
| Nationaal park Piedras Blancas           | 1991           | 140               |      |
| Nationaal park Volcán Poás               | 1971           | 65                |      |
| Nationaal park Volcán Rincon de la Vieja | 2015           | 142               |      |
| Nationaal park Santa Rosa                | 1972           | 387               |      |
| Nationaal park Tapantí                   | 1982           | 583,23            |      |
| Nationaal park Volcán Tenorio            | 1976           | 129               |      |
| Nationaal park Tortuguero                | 1975           | 312               |      |